# Saint-Avit-les-Guespières
Saint-Avit-les-Guespières è un comune francese di 330 abitanti situato nel dipartimento dell'Eure-et-Loir nella regione del Centro-Valle della Loira.

## Società

### Evoluzione demografica
Abitanti censiti